# ГЕС Сейф-Харбор
ГЕС Сейф-Харбор — гідроелектростанція у штаті Пенсільванія (Сполучені Штати Америки). Знаходячись між ГЕС Йорк-Хавен (20 МВт, вище по течії) та ГЕС Холтвуд, входить до складу каскаду на ріці Саскуеханна, яка дренує східний бік Аппалачів та впадає до Чесапікської затоки.
У межах проекту річку перекрили бетонною гравітаційною греблею висотою 23 метри та довжиною 1484 метри, яка потребувала 76 тис. м3 матеріалу. Вона утримує витягнуте по долині Саскуеханни на 15 км водосховище з площею поверхні 29,8 км2 та об'ємом 100 млн м3 (первісно 179 млн м3, проте за перші два десятиліття експлуатації він скоротився внаслідок замулення).
Інтегрований у греблю машинний зал в 1931—1940 роках обладнали сімома турбінами типу Каплан потужністю по 31,7 МВт. В середині 1980-х до них додали ще п'ять турбін потужністю по 37,5 МВт. Крім того, наявні два допоміжні гідроагрегати з показниками по 2 МВт. Це обладнання використовує напір у 16,7 метра, а загальна потужність станції наразі рахується на рівні 417,5 МВт.